# S&P Global Ratings

Standard & Poor's (S&P) este o companie americană de rating ale cărei baze au fost puse în anul 1860. Compania este una dintre cele mai importante trei agenții de rating din lume, alături de Moody's Corporation și Fitch Ratings.
Din anul 1966, S&P este parte a trustului de presă McGraw-Hill.
Pe piața rating-ului mondial, Standard & Poor's și Moody's au 80% cotă de piață, iar Fitch are o cotă de piață de 12% (anul 2011).
Număr de angajați în 2008: 8.500 în 23 de țări.